# Opération de la voie ferrée Pékin-Hankou
Seconde guerre sino-japonaise
L'opération de la voie ferrée Pékin-Hankou (京漢線作戦) se déroule d'août à décembre 1937 durant la seconde guerre sino-japonaise. L'armée impériale japonaise réussit à avancer vers le Sud en suivant la voie ferrée de la ligne de Pékin à Hankou (en) en direction du fleuve Jaune.